# Diocesi di Zamość-Lubaczów

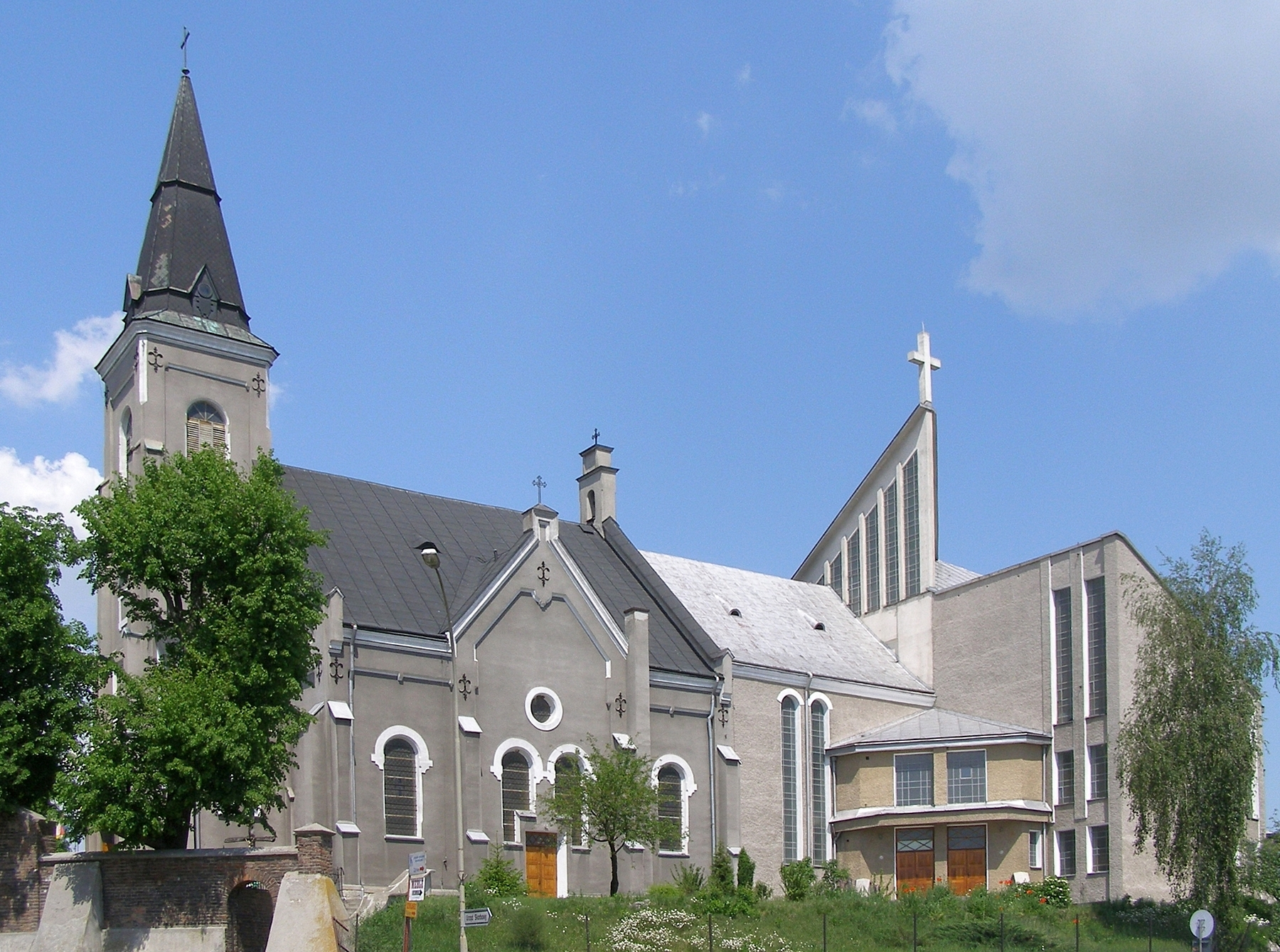
La concattedrale di Lubaczów.

La diocesi di Zamość-Lubaczów (in latino: Dioecesis Zamosciensis-Lubaczoviensis) è una sede della Chiesa cattolica in Polonia suffraganea dell'arcidiocesi di Przemyśl. Nel 2022 contava 452.550 battezzati su 467.540 abitanti. È retta dal vescovo Marian Rojek.

## Territorio
La diocesi comprende i distretti di Zamość, di Biłgoraj (in parte),  di Hrubieszów e di Tomaszów Lubelski nella parte meridionale del voivodato di Lublino e il distretto di Lubaczów nella parte nord-orientale del Voivodato della Precarpazia.
Sede vescovile è la città di Zamość, dove si trova la cattedrale dedicata alla Resurrezione del Signore e a San Tommaso apostolo. A Lubaczów sorge la concattedrale del Beato Giacomo Strzemię. A Radecznica si trova la basilica minore di Sant'Antonio da Padova.
Il territorio è suddiviso in 19 decanati e in 187 parrocchie.

## Storia
L'amministrazione apostolica di Lubaczów fu eretta nel 1991 su quella parte del territorio dell'arcidiocesi di Leopoli che, dopo la seconda guerra mondiale, era rimasta nei confini della Polonia. Lubaczów era stata sede degli amministratori apostolici di Leopoli durante il periodo sovietico.
La diocesi di Zamość-Lubaczów è stata eretta il 25 marzo 1992, nell'ambito della riorganizzazione delle diocesi polacche voluta da papa Giovanni Paolo II con la bolla Totus tuus Poloniae populus. Il territorio è stato ricavato dall'amministrazione apostolica di Lubaczów e dalla diocesi di Lublino (contestualmente elevata ad arcidiocesi).
Il 7 ottobre 1993, con la lettera apostolica Christifideles dioecesis, lo stesso papa Giovanni Paolo II ha confermato la Beata Maria Vergine, venerata con il titolo di «Madre del Redentore» (Redemptoris Mater), patrona principale della diocesi.

## Cronotassi dei vescovi
Si omettono i periodi di sede vacante non superiori ai 2 anni o non storicamente accertati.
- Jan Śrutwa (25 marzo 1992 - 5 agosto 2006 ritirato)
- Wacław Depo (5 agosto 2006 - 29 dicembre 2011 nominato arcivescovo di Częstochowa)
- Marian Rojek, dal 30 giugno 2012

## Statistiche
La diocesi nel 2022 su una popolazione di 467.540 persone contava 452.550 battezzati, corrispondenti al 96,8% del totale.
| anno | popolazione | popolazione | popolazione | presbiteri | presbiteri | presbiteri | presbiteri                | diaconi | religiosi | religiosi | parrocchie |
| anno | battezzati  | totale      | %           | numero     | secolari   | regolari   | battezzati per presbitero | diaconi | uomini    | donne     | parrocchie |
| ---- | ----------- | ----------- | ----------- | ---------- | ---------- | ---------- | ------------------------- | ------- | --------- | --------- | ---------- |
| 1999 | 490.000     | 492.000     | 99,6        | 365        | 349        | 16         | 1.342                     |         | 17        | 162       | 173        |
| 2000 | 490.000     | 492.000     | 99,6        | 368        | 353        | 15         | 1.331                     |         | 16        | 161       | 174        |
| 2001 | 487.000     | 489.900     | 99,4        | 364        | 349        | 15         | 1.337                     |         | 15        | 163       | 176        |
| 2002 | 483.000     | 485.000     | 99,6        | 373        | 355        | 18         | 1.294                     |         | 19        | 163       | 178        |
| 2003 | 473.084     | 487.402     | 97,1        | 392        | 364        | 28         | 1.206                     |         | 29        | 163       | 178        |
| 2004 | 484.585     | 486.909     | 99,5        | 387        | 359        | 28         | 1.252                     |         | 29        | 159       | 178        |
| 2010 | 473.946     | 487.881     | 97,1        | 455        | 431        | 24         | 1.041                     |         | 25        | 143       | 182        |
| 2014 | 462.586     | 487.500     | 94,9        | 478        | 451        | 27         | 967                       |         | 27        | 146       | 185        |
| 2017 | 461.800     | 481.000     | 96,0        | 458        | 431        | 27         | 1.008                     |         | 27        | 144       | 187        |
| 2020 | 457.000     | 471.000     | 97,0        | 459        | 434        | 25         | 995                       |         | 25        | 131       | 187        |
| 2022 | 452.550     | 467.540     | 96,8        | 448        | 420        | 28         | 1.010                     |         | 28        | 130       | 187        |

## Galleria d'immagini

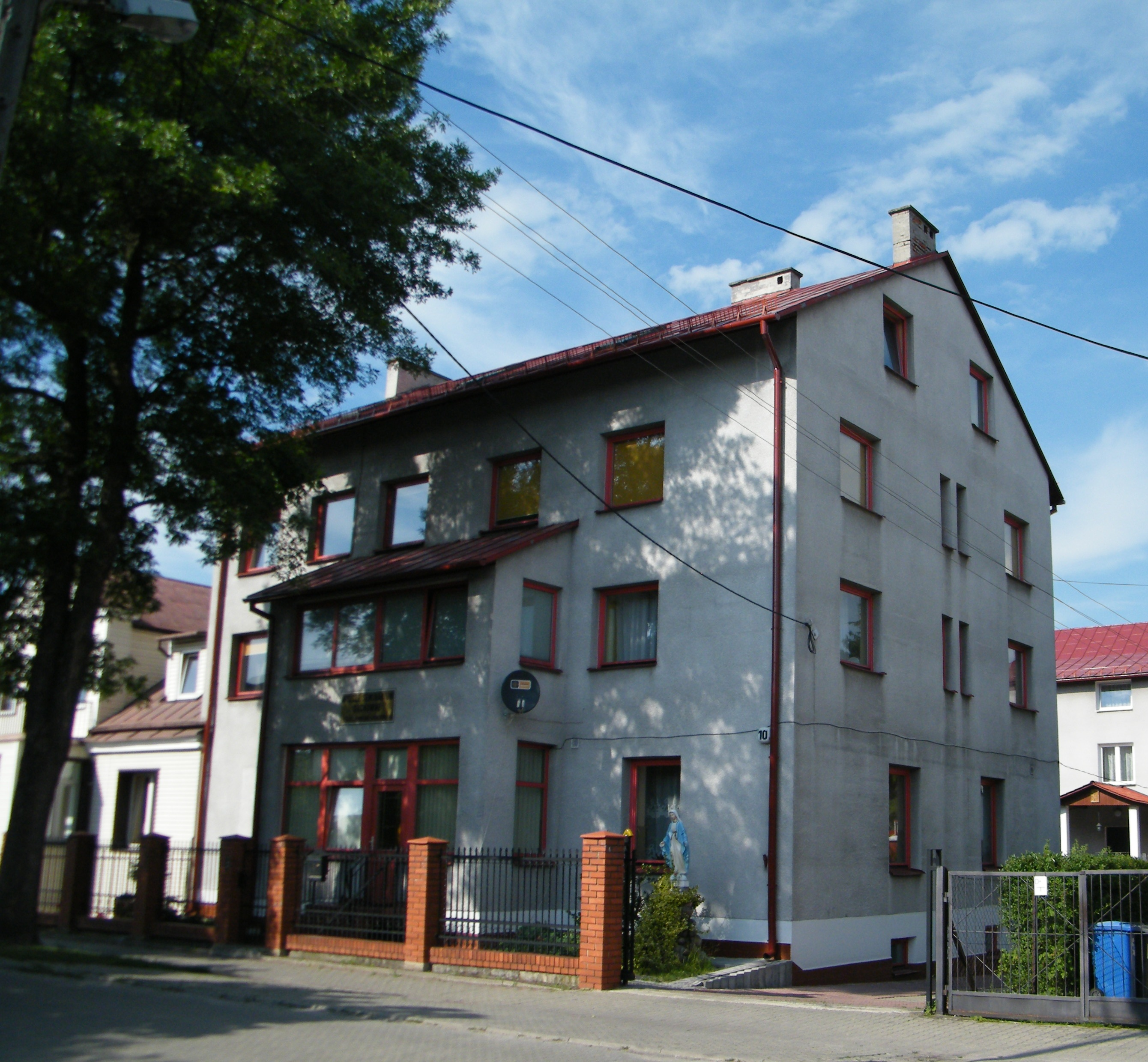
Il seminario diocesano
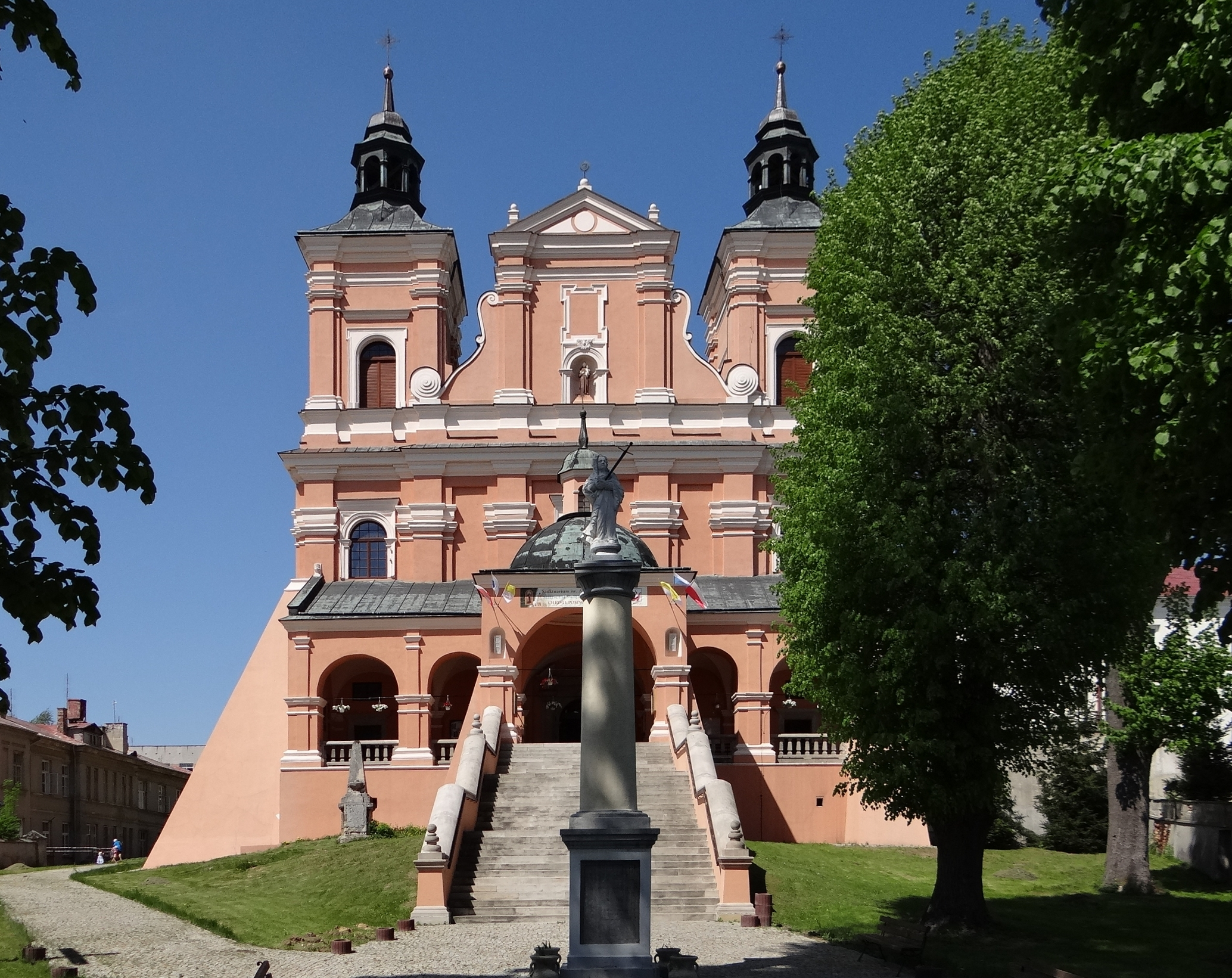
La basilica minore di Sant'Antonio da Padova a Radecznica